# Alister Campbell (rugby à XV, 1959)
Pour les articles homonymes, voir Alister Campbell et Campbell.
Pas d'image ? Cliquez ici

a Compétitions nationales et continentales officielles uniquement.

b Matchs officiels uniquement.
Alister James Campbell, né le 1er janvier 1959 à Hawick (Écosse), est un joueur de rugby à XV qui a joué avec l'équipe d'Écosse, évoluant au poste de deuxième ligne. 

## Biographie
Alister Campbell évolue pour le club d'Hawick RFC. Il dispute son premier test match avec l'équipe d'Écosse le 3 mars 1984 contre l'équipe d'Irlande. Il dispute son dernier test match le 19 novembre 1988 contre l'équipe d'Australie.

## Palmarès
- Grand Chelem en 1984.

## Statistiques en équipe nationale
- 15 sélections
- Sélections par années : 3 en 1984, 4 en 1985, 5 en 1986, 3 en 1988
- Tournois des Cinq Nations disputés: 1984, 1985, 1986